# Tetraopes femoratus
Tetraopes femoratus es una especie de escarabajo longicornio del género Tetraopes, tribu Tetraopini, subfamilia Lamiinae. Fue descrita científicamente por LeConte en 1847.
El período de vuelo ocurre durante los meses de abril, mayo, junio, julio, agosto, septiembre y octubre.

## Descripción
Mide 8-20 milímetros de longitud.

## Distribución
Se distribuye por Canadá, Estados Unidos y México.